# „Udvar” elnevezésű budapesti épületek listája
Az alábbi lista az „Udvar” elnevezésű budapesti bérházakat sorolja fel.

## Történet
A 19-20. század fordulóján számos olyan budapesti bérház épült, amely belső udvarral is rendelkezett. Ezeknek azonban csak egy kis részét illeték [háznév / építtető]-udvar névvel. Volt ugyanakkor arra is példa, hogy az ezredforduló táján felújított régi épület kapott új, az „udvar” elemet is tartalmazó nevet.

## A lista
| Kép | Cím                                      | Név                                      | Építés ideje | Tervező                             | Megjegyzés |
| --- | ---------------------------------------- | ---------------------------------------- | ------------ | ----------------------------------- | --- |
|     | Budapest, Károly körút 22.               | Röser-udvar                              | 1883         | Kauser Gyula                        | Röser-bazár néven is ismert.                                                                                                 |
|     | Budapest, Andrássy út 87–89.             | Andrássy-udvar                           | 1884         | Kauser József                       | |
|     | Budapest, Andrássy út 92–94.             | Hübner-udvar                             | 1883–1884    | Bukovics Gyula                      | |
|     | Budapest, Rákóczi út 57/a.               | Luther-udvar                             | 1893–1894    | Schweiger Gyula                     | Az épület udvarában áll a Rákóczi úti evangélikus templom (Diescher József, 1856-1863). A templom köré épült a Luther-udvar. |
|     | Budapest, Mária utca 54.                 | Heinrich Udvar                           | 1895         | Hubert József és Móry Károly        | |
|     | Budapest, Kossuth Lajos utca 14–16.      | Wagner-udvar                             | 1896–1897    | Wagner János                        | |
|     | Budapest, Podmaniczky utca 77.           | Toldy-udvar                              | 1897         | Schweiger Gyula                     | |
|     | Budapest, Király utca 13. / Dob utca 16. | Gozsdu-udvar                             | 1901         | Czigler Győző                       | |
|     | Budapest, Szent István körút 5.          | Nádor-udvar                              | 1901         | Heidelberg Sándor és Jónás Dávid    | |
|     | Budapest, Üllői út 14                    | Arany Sas Udvar                          | 1905–1907    | Fodor Gyula                         | |
|     | Budapest, Margit körút 7.                | Margit Udvar                             | 1906–1907    | Haász Gyula és Málnai Béla          | |
|     | Budapest, Ferenciek tere 10.             | Párizsi udvar (Belvárosi Takarékpénztár) | 1909–1913    | Schmahl Henrik                      | |
|     | Budapest, Mátyás tér 4.                  | Magda Udvar                              | 1911–1912    | Löffler Samu Sándor és Löffler Béla | |
|     | Budapest, Attila út 2-4.                 | Bethlen-udvar                            | 1924         | Neuschloss Kornél és Gyenes Lajos   | |

## Újabb „udvar” névvel ellátott épületek
| Kép | Cím                           | Név                          | Építés ideje | Tervező                  | Megjegyzés                                                  |
| --- | ----------------------------- | ---------------------------- | ------------ | ------------------------ | ----------------------------------------------------------- |
|     | Budapest, Polgár utca 6-10.   | Flórián Udvar                | 1893         | valószínűleg Zobel Lajos | Korábban az Óbudai Dohánygyár épületeként tartották számon. |
|     | Budapest, Soroksári út 48–52. | Hungária Malomudvar Irodaház | 1893         | nem ismert               | Korábban: Hungária-malom.                                   |
|     | Budapest, Bocskai út 134.     | Dorottya Udvar               | 1910–1911    | nem ismert               | Korábban a Pamuttextilművek Bocskai úti gyára.              |
|     | Budapest, Bécsi út 67.        | Bécsi Udvar                  | nem ismert   | nem ismert               |                                                             |
|     | Budapest, Király utca 26.     | Király Udvar                 | nem ismert   | nem ismert               |                                                             |